# Metagarista maenas
Metagarista maenas là một loài bướm đêm trong họ Noctuidae.